# Море, море
«Море, море» (англ. The Sea, the Sea) — роман англійської письменниці Айріс Мердок, написаний 1978 року і відзначений Букерівською премією. Назва є алюзією на крилатий вираз з «Анабазиса» Ксенофонта.

## Сюжет
Роман написано від першої особи у формі щоденникових записів. Головний герой — відомий театральний режисер та колишній актор Чарлз Ерроубі. Його життя, можна сказати, вдалося: він мав славу, успіх, визнання, гроші і безліч жінок. І ось йому шістдесят з гаком років — він не почувається старим, але вирішує назавжди піти з театру, виїхати з Лондона і взагалі від усіх, оселитися сам, побути наодинці з самим собою і подумати, нарешті, про життя. Для цього герой купує будинок, який самотньо примостився на скелях біля моря. До найближчого житла кілька миль, а море б'ється під вікнами. Скелі жорсткі, грубі, з безліччю ущелин і крутих урвищ, через які дуже важко вибиратися з моря після купання. Але Чарлз закохується в цей будинок і в це місце, і починає там нове життя — таке, як йому завжди хотілося.
Цілоденно він блукає околицями, спостерігає за мінливістю моря, плаває, приймає сонячні ванни, збирає колекцію морського каміння, віддається улюбленому хобі — вишуканій кулінарії. У проміжках Чарлз починає вести щоденник — спочатку він просто хоче описувати повсякденність, упереміш зі своїми думками, якщо вони з'являтимуться. Але виходить зовсім не так: минуле життя, друзі, колишні коханки і, що вже зовсім несподівано — його перше кохання — раптом порушують його усамітнення. Щоденник перетворюється на захопливий роман, перипетії якого змушують Чарлза згадувати все своє минуле і продовжувати своє сьогодення, в процесі якого він набуває життєвого досвіду, можливо, більш значущого, ніж за всі попередні шістдесят років.
Ця книга — міркування письменника про життя взагалі, про людські стосунки, про людську свідомість, про демонів і богів внутрішнього світу, про вплив дитячих вражень на все життя. Наприкінці Айріс Мердок не робить певного висновку, бачимо лише розрізнені думки героя з приводу всього, що він пережив — але кінцевого висновку й не може бути. Немає конкретної проблеми, є життя з його багатошаровістю — і наприкінці щоденника герой саме це розуміє, і приймає, і тому заспокоюється.